# Iwo Wesby
Iwo Wesby właśc. Ignacy Singer, znany też jako Ignatz Singer, J. Wesby, Ivo Wesby (ur. 2 marca 1902 w Krakowie, zm. 24 września 1961 w Nowym Jorku) – polski i amerykański kompozytor i dyrygent pochodzenia żydowskiego.

## Wykształcenie i rodzina
Urodził się w rodzinie Ignacego Singera i Olimpii z Braunfeldów. Po ukończeniu gimnazjum brał udział w wojnie polsko-bolszewickiej. Później rozpoczął studia na wydziale prawa Uniwersytetu Jagiellońskiego, których nie ukończył, wyjechał do Wiednia i odbył tam studia w Akademii Muzycznej.
W 1926 zmienił nazwisko na Wesby. 20 stycznia 1929 roku ożenił się w Warszawie z Eleonorą (ur. 10 marca 1907), córką Mosesa Berlinera i Sary Wola, która była nauczycielką tańca. Mieli córkę Olgę Marię Benavie (ur. 17 stycznia 1931 w Warszawie, zm. 24 czerwca 2001 w Nowym Jorku). Ludwik Lawiński w artykule Dlaczego o nich zapomniałem wspomina: Iwo Wesby kapelmistrz z temperamentem i niepoprawny zdobywca serc niewieścich [jedną z nich była] kiedyś w Qui Pro Quo, tancerką zespołu Tacjanny Wysockiej.

## Kariera do 1939
Zajmował się muzyką w wielu polskich filmach. Dyrygował orkiestrą w Co mój mąż robi w nocy? (1934) i Fredek uszczęśliwia świat (1936). Był autorem muzyki m.in. w filmach Skłamałam (1937), Parada Warszawy (1937), Serce matki (1938), Moi rodzice rozwodzą się (1938), Gehenna (1938), Rena (1938) i U kresu drogi (1939). Pod jego kierownictwem powstała muzyka do filmów Wacuś (1935), Królowa przedmieścia (1938) i Mateczka (1938).
Był dyrektorem muzycznym (kapelmistrzem) kabaretu Qui Pro Quo pomiędzy 1927–1930, m.in. w przedstawieniach Kochajmy się, Bernard, czyli nie bój się mamy, kapelmistrzem w Teatrze Rex Andrzeja Własta w premierze Zjazd Gwiazd jaka odbyła się 14 czerwca 1933 roku, a później w rewii Dzieje śmiechu.
Był dyrygentem (1937–1939) teatru muzycznego Wielka Rewia na Karowej w Warszawie. W Kurjerze Warszawskim w 1937 pisano: Pod kierunkiem reżyserskim Konrada Toma, odbywają się w teatrze Wielka Rewia próby z głośnej operetki Oskara Strausa Czar walca, która po raz pierwszy ukaże się w dn. 31 b.m. [1937] na Sylwestra. Powiększoną orkiestrą kieruje Iwo Wesby. W 1939 roku był kapelmistrzem programu Wielkiej Rewii Szukamy gwiazdy!, którego premiera odbyła się 21 stycznia. W 1939 roku skomponował tango Serenada Miłości do filmu Moi rodzice rozwodzą się ze słowami Andrzeja Własta, skomponował też shimmy Apaszka ze słowami M. Cort’iego (z repertuaru Hanki Ordonówny).

## Getto
W 1939 mieszkał wraz z żoną i córką na ulicy Chmielnej. W listopadzie 1940 rodzina została zmuszona do przeniesienia się na ulicę Pańską do tzw. małego getta.
Na jesieni 1940 uczestniczył w spotkaniu zwołanym przez Andrzeja Własta w sprawie zorganizowania teatru (wraz z Jerzym Jurandotem, Michałem Zniczem, Edmundem Minowiczem). Napisał muzykę do komedii pióra Jurandota Miłość szuka mieszkania – sztuka zachowała się w archiwum Ringelbluma. Była grana od 16 stycznia w Teatrze Femina (ul. Leszno 35). Reklamowano ją jako pierwszą dzielnicową komedię w 3 aktach. Recenzent Gazety Żydowskiej pisał, że po drugim akcie publiczność zgotowała gorące owacje pp. Jurandotowi i Iwo Wesby’emu, autorom sztuki na których cześć, z racji ich wieloletniej pracy na polu scenicznym, odbyło się przedstawienie. Był kierownikiem muzycznym Teatru Femina.
Od września 1942 do wybuchu powstania warszawskiego w 1944 roku ukrywał się w Warszawie po „aryjskiej” stronie. Po ucieczce z getta posługiwał się kenkartą na nazwisko Stefan Kasprzak (urodzony 2 lutego 1902 w Lamberg, urzędnik) z datą wyrobienia 27 września 1942. Jego żona – Eleonora Singer – miała kenkartę na nazwisko Marianna Kowalska (z datą wyrobienia w marcu 1943), córka na nazwisko Olga Kowalska. Mieczysław Fogg wspomina, że ukrywał w swoim mieszkaniu Wesbiego, jego żonę i córkę po ich ucieczce z getta, a później brał udział w pomocy przy zdobyciu fałszywych dokumentów, dzięki którym Wesby mógł wyjechać do Wiednia. To m.in. za pomoc udzieloną rodzinie Wesbiego Mieczysław Fogg otrzymał odznaczenie Sprawiedliwy wśród Narodów Świata. Żona wspomina, że w ukryciu musieli przebywać tygodniami w ciemnej i wilgotnej piwnicy. Jego żona i córka od 1944 do stycznia 1945 przebywała w obozie pracy . W 1945 rodzina uciekła z obozu do Wiednia. Wesby połączył się z rodziną w Wiedniu w 1945 roku, był wówczas bezpaństwowcem.

## USA
Do Stanów Zjednoczonych przyjechał wraz z żoną i córką 21 grudnia 1948 roku na statku Mariner Flasher pod nazwiskiem Ignatz Singer. Po przyjeździe do USA zamieszkał do końca życia w Nowym Jorku. 11 listopada 1954 uzyskał obywatelstwo amerykańskie; zmienił wtedy nazwisko z Ignatz Singer na Ivo Wesby. W Stanach Zjednoczonych napisał m.in. piosenki Believe me oraz You and me (Darling let us always be together) za słowami Marie-Anne Stork.
Zmarł 24 września 1961 w Nowym Jorku, a pogrzeb odbył się w Riverside Chapel.